# Monumentenstrijd

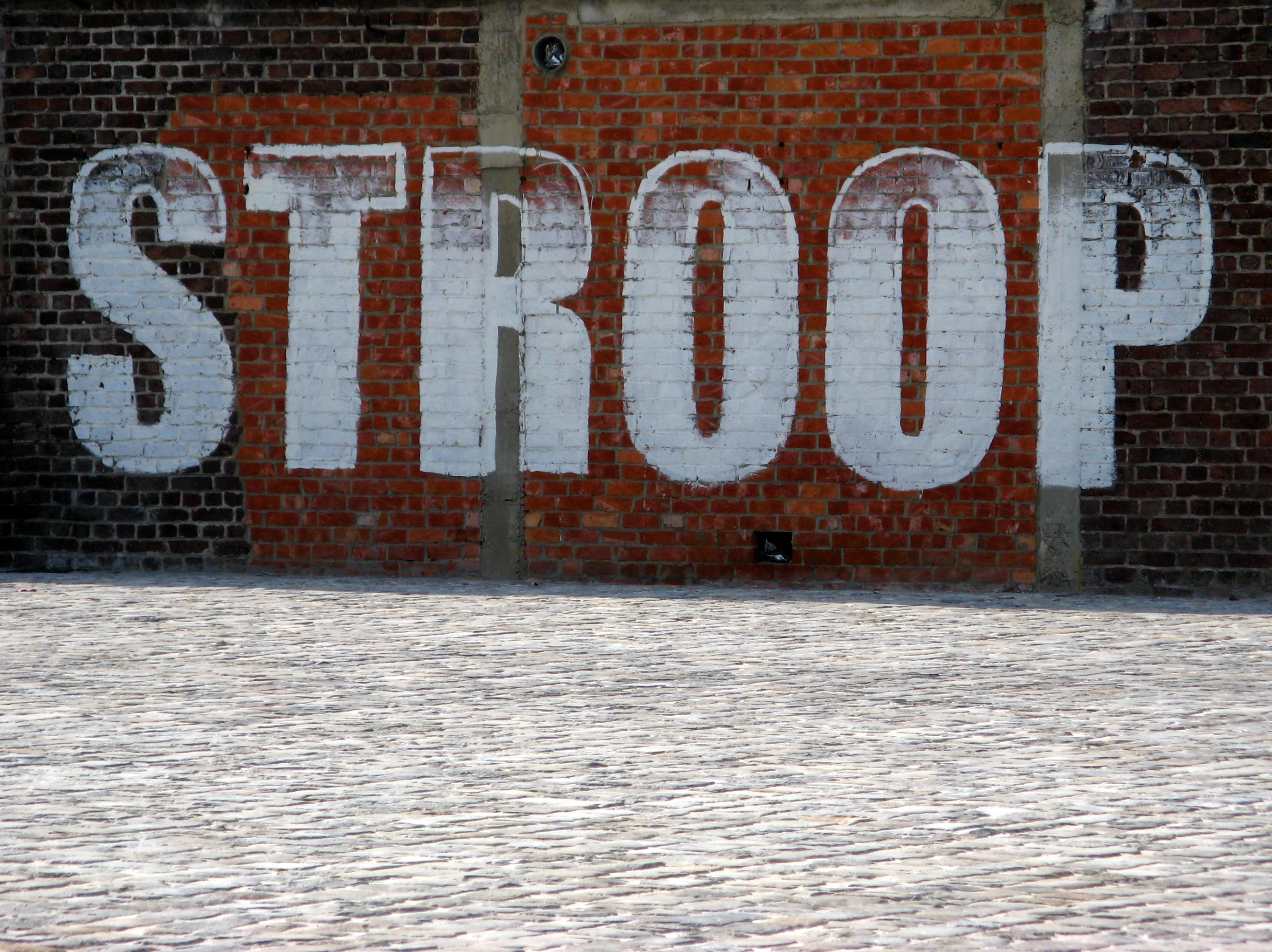
Muur in de stoomstroopfabriek in Borgloon

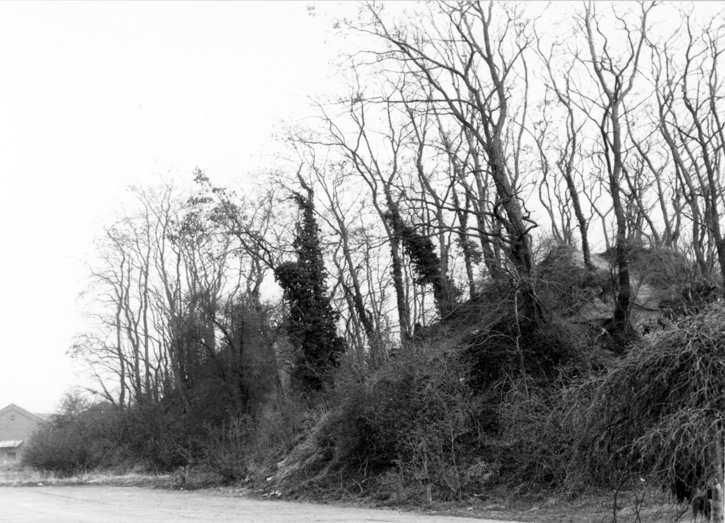
De Drie Tommen te Tienen

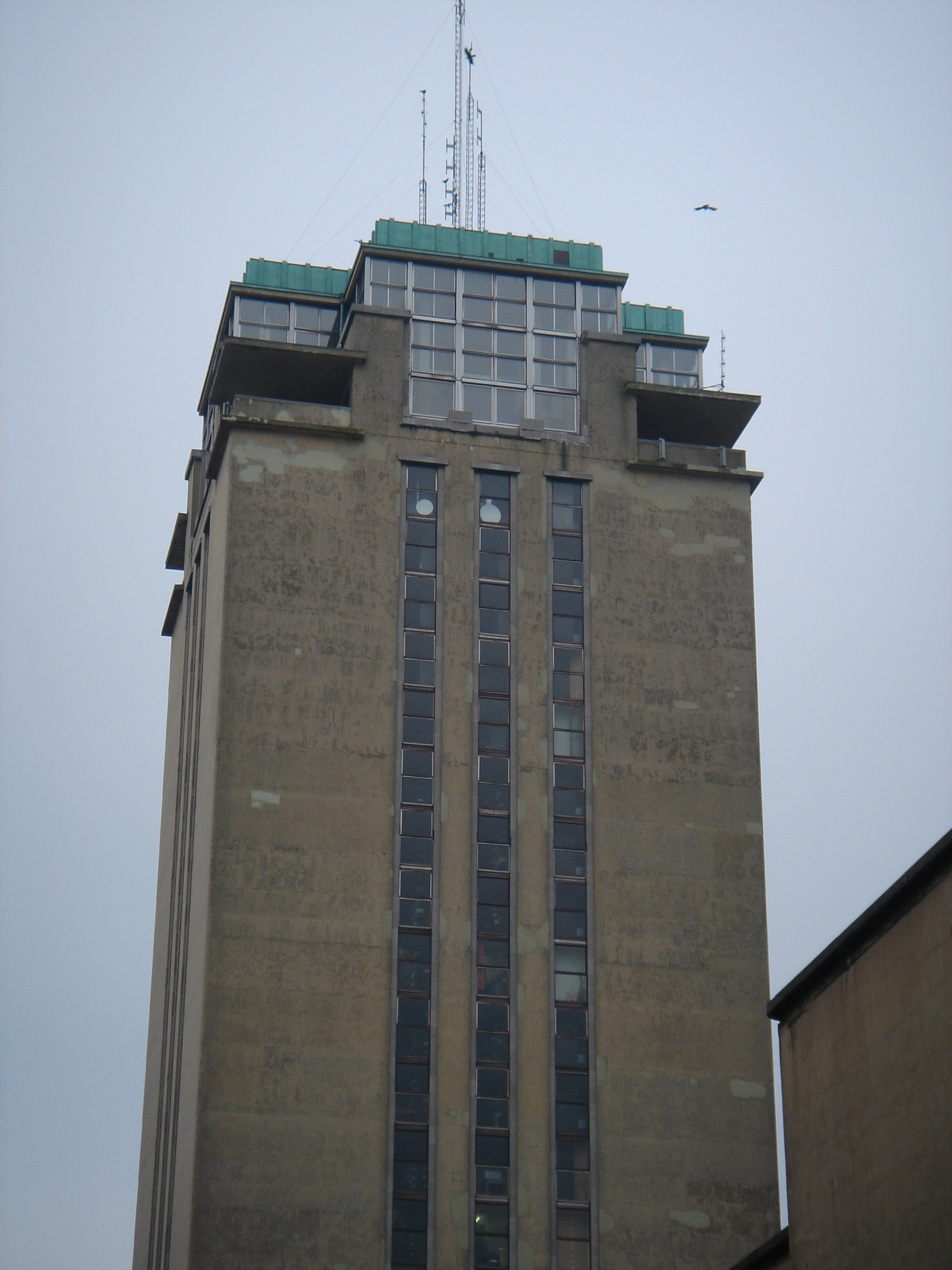
De zuidwestelijke kant van de boekentoren.

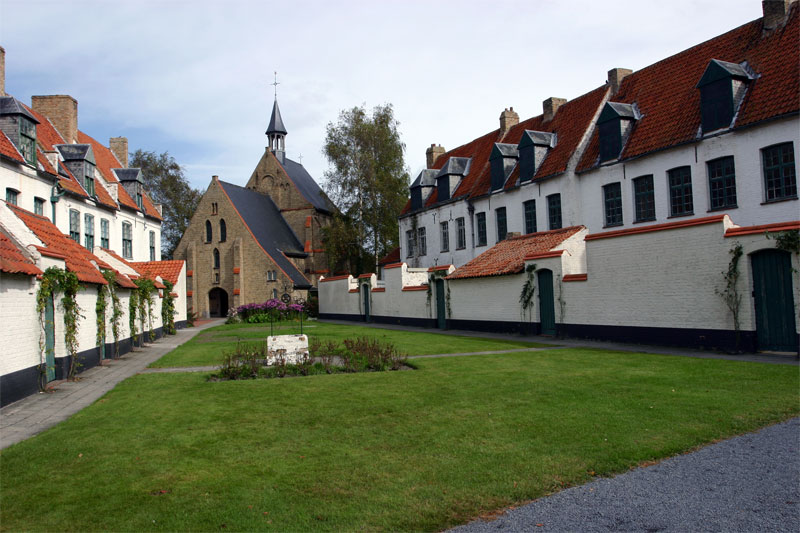
Begijnhof Diksmuide

Monumentenstrijd was een televisieprogramma op Canvas waar 15 monumenten naar de gunst van de kijker dongen. De winnaar van de wedstrijd zou een renovatiebudget van 500.000 euro krijgen, de overige finalisten mochten onder elkaar 500.000 euro verdelen.
Na de slotshow op 19 februari 2007 ging de hoofdprijs van een half miljoen euro naar de stoomstroopfabriek te Borgloon in Zuid-Limburg.
Cinema Plaza eindigde als tweede in de wedstrijd. Architecten- en adviesbureau voor erfgoedprojecten Erfgoed en Visie restaureerde en renoveerde de dorpscinema. De cinema heropende als bioscoop- en evenementenzaal in maart 2019.

## Nominaties
| provincie       | Monument |
| --------------- | --- |
| Antwerpen       | - Cinema Plaza, Duffel - Het uurwerk van de Sint-Romboutstoren, Mechelen - Kerk Onze-Lieve-Vrouw Hemelvaart Merksplas Kolonie, Merksplas |
| Limburg         | - Stoomstroopfabriek, Borgloon - Mijnsite Winterslag, Genk - Sint-Jansbergklooster, Halen                                                |
| Oost-Vlaanderen | - Boekentoren, Gent - Campo Santo, Gent - De Oudenberg, Geraardsbergen                                                                   |
| Vlaams-Brabant  | - Papiermolen Herisem, Alsemberg - Drie Gallo-Romeinse tumuli, Tienen - Tuchthuis, Vilvoorde                                             |
| West-Vlaanderen | - Begijnhof, Diksmuide - Koninklijke Stallingen, Oostende - De hopcultuur, Poperinge                                                     |